# Lerma (Estado de México)
Lerma è un comune del Messico, situato nello stato di Messico. È gemellato con l'omonimo comune piemontese di Lerma.